# フィル・ヒューズ
フィリップ・ジョゼフ・ヒューズ3世（Philip Joseph "Phil" Hughes III, 1986年6月24日 - ）は、アメリカ合衆国カリフォルニア州オレンジ郡ミッションビエホ出身の元プロ野球選手（投手）。右投右打。

## 経歴

### プロ入り前
早熟で、幼少の頃から無口でいつも黙って観察に徹する少年だったため、Little Old Manと家族からは呼ばれていた。パーティーでも人と全く話さずに観察し続け、パーティーに参加した人を全て覚えるのにさほど時間はかからなかった、と母親はUSA Today紙に語っている。5歳の頃には日頃から野球の事ばかりを考えるようになっていて、“教会でもスーパーでも（母親談）”ピッチングとバッティングモーションを繰り返していた。小さい頃に好きだったチームはロードアイランド州で育った父親の影響から、皮肉にも後に入団するニューヨーク・ヤンキースの宿敵とされるボストン・レッドソックスで、特にノマー・ガルシアパーラとモー・ボーンが気に入っていた。フットヒル高等学校時代にはサーティワンアイスクリームでアルバイトをしながらも母親に逐一電話してアメリカン・リーグ・チャンピオン・シリーズの途中経過を確認していたほどである。更に皮肉な事にヒューズが6月のドラフトでヤンキースの入団が決まった4か月後に、レッドソックスはワールドシリーズを制覇している。カリフォルニア州サンタアナのフットヒル高校卒業後は“人生を変えるような金額（life-changing amount of money）”（父親談）のオファーがない限り、サンタクララ大学へ奨学金を受けて進学し、野球とビジネスを学ぶ予定でいた。

### プロ入りとヤンキース時代
2004年のMLBドラフト1巡目（全体23位）で、その体躯と飛び抜けた肩の強さを評価したヤンキースから指名され、140万ドルの契約金が提示されて翻意。入団交渉はわずか15秒で決着し、ヤンキース入団が決まった。
この年は、最初はルーキー級ガルフ・コーストリーグ・ヤンキースで投げた。
2005年にはA級チャールストン・リバードッグスとA+級タンパ・ヤンキースで投げ、2球団合計で9勝1敗、防御率2.19の成績を残した。あまりにも突出した能力を持っていたため、満塁にされての投球が全くなかった。
2006年にはスプリングトレーニングで招待選手としてメジャーに合流。アレックス・ロドリゲスなどの主力を相手にフリー打撃に登板し、非常に大きな印象を残している。この年はAA級トレントン・サンダーで21試合に先発して10勝3敗、防御率2.25を記録している。また、7月にはオールスター・フューチャーズゲームに選出された。
2007年のスプリングトレーニングには再び招待選手としてヤンキースに帯同。ロッカーはかつてのドラフト1位指名選手、デレク・ジーターの隣に配された。育成段階では投球回数に厳しい制限が加えられた。2006年にヤンキースの投手コーディネイターのナーディ・コントレラスは実際"彼は去年（2005年）は11イニングから100イニングに投球回数を抑えられたが、50イニングぐらいは伸ばしてみるつもりだ。ただし、今年（2006年）も180から190がリミットとなる"と語っている。
球団以外の周囲はさほど早い成長を期待していなかったが、入団わずか2年でその実力はメジャーレベルと言われるようになる。ナックルカーブの技術の成熟が著しい事がその要因と言われている。
ヤンキースの球団内ではデビュー前の2007年のスプリングトレーニングの時点で既に名前は知れ渡っていた。ジェイソン・ジアンビは若い頃のロジャー・クレメンスと評し、2006年の時点で既にメジャーへ昇格させておくべきだったと話している。また、控えキャッチャーのトッド・プラットはヒューズのカーブをフィラデルフィア・フィリーズ在籍時のカート・シリングの物と比較している。正捕手のホルヘ・ポサダはA級時代に受けたアンディ・ペティットの球を受けた時の事を思い出したと語る。ポサダは数球受けただけで、ペティットはメジャーで成功すると確信したという。
2007年のスプリングトレーニング開始時点でヤンキース監督のジョー・トーリは、ヒューズがまだメジャーレベルの過酷な投球スケジュールで投げるには若すぎると判断し、キャンプに帯同させた後はAAA級に送って1年間はメジャーに全く上げるつもりはないとの考え方を示していた。彼はシカゴ・カブスで20、および21歳でメジャーで投げ始めた結果、その後相次ぐ故障に悩まされているケリー・ウッドとマーク・プライアーの2人を見ている事から若い投手の扱いに非常に慎重になっているためで、GMのブライアン・キャッシュマンもその考えに賛同し、“ヒューズは長期にわたって活躍できるタレントで、短絡的な考えで彼のキャリアを台無しにするつもりはない”と明言していた。
球団側はメジャー昇格に慎重であったが、相次ぐ先発の故障と不振から結局2007年中の昇格が不可避となり、4月26日にメジャーデビュー。ヤンキースのドラフト1位指名選手のメジャー昇格は1995年のジーター以来となった（同年9月1日にイアン・ケネディも昇格した）。5月1日の二回目の登板で6回1/3を無安打に抑えたものの、肉離れを起こして退場。8月にメジャーへ復帰したが、怪我の影響か、デビュー当初の勢いはなかった。9月に幾分復調してチームのワイルドカード獲得に貢献したものの、結局シーズンを通しては13試合、72.2イニングに登板して5勝3敗、防御率4.46、奪三振58で完封も完投もなしという結果に終わった。
2008年4月29日の試合で、捕手のクリス・スチュワートのサインが見えずに2つの暴投を記録する。その翌日、脇腹の筋肉を痛めて15日間の故障者リスト入りとなった際の診察で軽度の近眼である事が判明し、今後の試合では度入りのゴーグルを着用して登板する事を決めた。
2009年は、開幕をマイナーで迎え、4月下旬に昇格後は先発としてプレーするも、防御率5.45と結果を残せず、6月からロングリリーフ要員としてブルペンに回った。しかし、そこで見違えるようなピッチングを見せ、マリアノ・リベラの前のセットアッパーに定着した。結局、リリーフ転向後は51.1イニングを投げて65個の三振を奪い、防御率は1.40を記録した。
2010年は、ジョバ・チェンバレンらを抑え、先発5番手の座を手に入れる。シーズン前半、特に序盤は好投を続けオールスターにも選出されたが、シーズン後半になって徐々に大量失点する試合が増え、最終的にアメリカンリーグトップの得点援護率にも支えられてCC・サバシアに次ぐチーム2位の18勝を記録するものの、ポストシーズンでも打ち込まれ、飛躍のシーズンとなったと同時に来季にやや不安を残すシーズンとなった。
2011年は、先発3番手として開幕を迎えたが、4月に登板した3試合はいずれも打ち込まれ、防御率13点台という状態で故障者リスト入りした。7月に復帰したが一進一退を繰り返し、シーズン終盤からポストシーズンにかけては先発を外れて中継ぎに降格するなど、期待に応えられないシーズンに終わった。
2012年は、チームの投手陣に故障者が相次ぐ中、先発3番手としてローテーションを守り抜き、191イニングを投げて16勝を記録。ポストシーズンでも2試合に先発した。ア・リーグワースト2位となる35本の被本塁打を喫した。
2013年は負け星が先行し、4勝14敗、防御率5.19と不振に陥った。これは、ヒューズがフライボールピッチャーであり、ホームランが出やすいヤンキースの本拠地で防御率6.32、1勝10敗と打ち込まれたのが原因である。オフの10月31日にFAとなった。

### ツインズ時代
2013年12月5日にミネソタ・ツインズと総額2400万ドル+出来高の3年契約 を結んだ。前年に大きく負け越したにもかかわらずツインズが大型契約を結んだのは、ターゲット・フィールドが広くて被本塁打が減少すれば、復活すると見込んでの事であった。
2014年は、16勝10敗と先発投手としての役割を果たした。また、209.1イニングを投げ、与えた四球が16（与四球率0.69）と驚異的な数値を残した。イニング数に加え、防御率・奪三振・WHIPは規定投球回に達した年の中で自身最高の成績であり、奪三振と与四球の割合を示すK/BBは規定投球回に到達した投手の中で歴代最高の記録であった。被本塁打も8本減少し、ツインズの契約の意図（前述）が見事に的中した格好となった。オフの12月22日にツインズと2019年までの総額5800万ドルの5年契約 を結んだ。
2015年は2年連続二桁勝利（11勝）を挙げたものの、調子を落として防御率は4.40まで悪化した。また、ア・リーグワーストタイとなる29本のホームランを打たれた。制球力については、2年連続16四球にまとめ上げ、依然として高い能力がある事を示した。
2016年は序盤から炎上続きで、6月上旬の時点で12試合に投げて1勝7敗、防御率5.95と不振だった。不運は続き、マイアミ・マーリンズとの試合でJ.T.リアルミュートの打球を膝に受けて降板し、そのままシーズンを終える形となってしまった。
2017年も不振は続き、14試合登板（うち9試合先発）で4勝3敗、防御率5.87という成績に終わった。
2018年5月22日にDFAとなった。

### パドレス時代
2018年5月27日にジェニグソン・ビラロボスとのトレードで、サンディエゴ・パドレスへ移籍した。なお、同時にパドレスはツインズから同年のドラフト全体74位の指名権も得ている。だが、パドレスでも16試合に登板して防御率6.10と振るわず、8月10日にDFA、15日に自由契約となった。
その後の2年間はどの球団にも所属せず、2021年1月3日に現役引退を表明した。

## 投球スタイル
投げる球種はフォーシーム、シンカー、カットボール、ナックルカーブ、スライダー、チェンジアップ。直球は最速で97mphを記録する。直球には非常に伸びがあり、2006年のスプリングトレーニングの際に打席に立ったジェイソン・ジアンビは、"実際の球速などどうでもいい、とにかく圧倒される球（I don't care what the radar gun says, it seems like it's on top of you.）"だと話している。
登板前には必ずマウンドの後ろでひざまずき、祈りを捧げる。祈る内容に特段決まりはなく毎回異なるが、基本的には家族に関するもので、投球の加護を祈る事は絶対にしない。これは野球よりも大切なものがあると信じているためだと言う。

## 詳細情報

### 年度別投手成績
| 年 度     | 球 団     | 登 板 | 先 発 | 完 投 | 完 封 | 無 四 球 | 勝 利 | 敗 戦 | セ 丨 ブ | ホ 丨 ル ド | 勝 率 | 打 者 | 投 球 回 | 被 安 打 | 被 本 塁 打 | 与 四 球 | 敬 遠 | 与 死 球 | 奪 三 振 | 暴 投 | ボ 丨 ク | 失 点 | 自 責 点 | 防 御 率 | W H I P |
| --------- | --------- | ----- | ----- | ----- | ----- | -------- | ----- | ----- | -------- | ----------- | ----- | ----- | -------- | -------- | ----------- | -------- | ----- | -------- | -------- | ----- | -------- | ----- | -------- | -------- | ------- |
| 2007      | NYY       | 13    | 13    | 0     | 0     | 0        | 5     | 3     | 0        | 0           | .625  | 306   | 72.2     | 64       | 8           | 29       | 0     | 2        | 58       | 4     | 0        | 39    | 36       | 4.46     | 1.28    |
| 2008      | NYY       | 8     | 8     | 0     | 0     | 0        | 0     | 4     | 0        | 0           | .000  | 157   | 34.0     | 43       | 3           | 15       | 0     | 1        | 23       | 2     | 0        | 26    | 25       | 6.62     | 1.71    |
| 2009      | NYY       | 51    | 7     | 0     | 0     | 0        | 8     | 3     | 3        | 18          | .727  | 351   | 86.0     | 68       | 8           | 28       | 1     | 5        | 96       | 4     | 2        | 31    | 29       | 3.03     | 1.12    |
| 2010      | NYY       | 31    | 29    | 0     | 0     | 0        | 18    | 8     | 0        | 0           | .692  | 730   | 176.1    | 162      | 25          | 58       | 1     | 0        | 146      | 9     | 1        | 83    | 82       | 4.19     | 1.25    |
| 2011      | NYY       | 17    | 14    | 1     | 1     | 1        | 5     | 5     | 0        | 0           | .500  | 334   | 74.2     | 84       | 9           | 27       | 2     | 4        | 47       | 3     | 0        | 48    | 48       | 5.79     | 1.49    |
| 2012      | NYY       | 32    | 32    | 1     | 0     | 0        | 16    | 13    | 0        | 0           | .552  | 815   | 191.1    | 196      | 35          | 46       | 0     | 6        | 165      | 3     | 0        | 101   | 90       | 4.23     | 1.26    |
| 2013      | NYY       | 30    | 29    | 0     | 0     | 0        | 4     | 14    | 0        | 0           | .222  | 642   | 145.2    | 170      | 24          | 42       | 4     | 5        | 121      | 6     | 0        | 91    | 84       | 5.19     | 1.46    |
| 2014      | MIN       | 32    | 32    | 1     | 0     | 1        | 16    | 10    | 0        | 0           | .615  | 855   | 209.2    | 186      | 16          | 16       | 1     | 5        | 186      | 1     | 0        | 88    | 82       | 3.52     | 1.13    |
| 2015      | MIN       | 27    | 25    | 1     | 0     | 1        | 11    | 9     | 0        | 0           | .550  | 651   | 155.1    | 184      | 29          | 16       | 0     | 2        | 94       | 1     | 0        | 76    | 76       | 4.40     | 1.29    |
| 2016      | MIN       | 12    | 11    | 1     | 0     | 0        | 1     | 7     | 0        | 0           | .125  | 259   | 59.0     | 76       | 11          | 13       | 0     | 0        | 34       | 0     | 0        | 40    | 39       | 5.95     | 1.51    |
| 2017      | MIN       | 14    | 9     | 0     | 0     | 0        | 4     | 3     | 0        | 0           | .571  | 244   | 53.2     | 72       | 12          | 13       | 2     | 1        | 38       | 0     | 0        | 38    | 35       | 5.87     | 1.58    |
| 2018      | MIN       | 7     | 2     | 0     | 0     | 0        | 0     | 0     | 0        | 0           | ---   | 55    | 12.0     | 14       | 4           | 5        | 1     | 1        | 8        | 0     | 0        | 9     | 9        | 6.75     | 1.58    |
| 2018      | SD        | 16    | 0     | 0     | 0     | 0        | 0     | 0     | 0        | 0           | ---   | 97    | 20.2     | 30       | 7           | 5        | 0     | 0        | 24       | 0     | 0        | 14    | 14       | 6.10     | 1.69    |
| '18計     | SD        | 23    | 2     | 0     | 0     | 0        | 0     | 0     | 0        | 0           | ---   | 152   | 32.2     | 44       | 11          | 10       | 1     | 1        | 32       | 0     | 0        | 23    | 23       | 6.34     | 1.65    |
| MLB：12年 | MLB：12年 | 290   | 211   | 5     | 1     | 3        | 88    | 79    | 3        | 18          | .527  | 5496  | 1291.0   | 1384     | 191         | 313      | 12    | 32       | 1040     | 33    | 3        | 684   | 648      | 4.52     | 1.31    |

- 各年度の太字はリーグ最高

### 記録
MiLB
- オールスター・フューチャーズゲーム選出：1回（2006年）

MLB
- MLBオールスターゲーム選出：1回（2010年）
- シーズン最高K/BB：11.63（2014年）

### 背番号
- 65（2007年、2009年 - 2013年）
- 34（2008年）
- 45（2014年 - 2018年5月21日）
- 59（2018年5月31日 - 同年終了）